# Ferme des Tourelles
La Ferme des Tourelles est un édifice du XIIIe siècle-XVIe siècle situé à Saint-Cyr-sous-Dourdan dans le département de l'Essonne en Île-de-France. 

## Localisation
La ferme est située à Saint-Cyr-sous-Dourdan. 

## Historique
L'édifice est daté des XIIIe siècle et XVIe siècle.
La ferme fortifiée est reconstruite à la fin du XVIe siècle et sert de logis seigneurial.
À partir du XVIIe siècle et jusqu'en 1970 l'édifice fut une ferme et abrita ensuite un centre hippique et un restaurant.
La ferme fait l'objet d'un classement partiel aux monuments historiques par un arrêté du 11 juillet 1975 : les façades et les toitures sont concernées par cet arrêté. 
La commune a acheté l'édifice en faisant valoir son droit de préemption en 2005.

## Médias
En 1961, cette ferme sert de décor pour Poly le  feuilleton TV de Cécile Aubry. C'est la ferme du petit Pascal joué par Mehdi, le fils de Cécile Aubry.